# Walled Lake
Walled Lake é uma cidade localizada no estado americano de Michigan, no Condado de Oakland.

## Demografia
Segundo o censo americano de 2000, a sua população era de 6713 habitantes.
Em 2006, foi estimada uma população de 6954, um aumento de 241 (3.6%).

## Geografia
De acordo com o United States Census Bureau tem uma área de 6,4 km², dos quais 5,9 km² cobertos por terra e 0,5 km² cobertos por água. Walled Lake localiza-se a aproximadamente 284 m acima do nível do mar.

## Localidades na vizinhança
O diagrama seguinte representa as localidades num raio de 12 km ao redor de Walled Lake.